# 札幌国際ユースホステル
札幌国際ユースホステル（さっぽろこくさいユースホステル）は日本ユースホステル協会に加盟している、北海道札幌市豊平区のユースホステル。札幌市ユース・ホステル条例に基づき札幌市が設置・運営している。
札幌市の市街地という立地条件、また札幌ドームまで地下鉄で4駅と近いことから、人気は高く直前の宿泊予約では満室となっていることが多い。
札幌留学生交流センターを併設しているため、外国人の利用者比率が高い。

## アクセス
- JR札幌駅から地下鉄東豊線(福住行)6分、学園前下車2番出口徒歩1分